# Gaumont
Gaumont SA er et fransk filmselskab oprettet af Léon Gaumont i 1895. Selskabet er dermed et af verdens ældste filmselskaber.
Selskabet havde i 2024 en omsætning på: 150 mio €